# Relações entre Estados Unidos e República Dominicana
Relações entre Estados Unidos e República Dominicana  referem-se as relações bilaterais entre os Estados Unidos e a República Dominicana.
A posição do país como a maior economia do Caribe, segundo maior país em termos de população e massa terrestre, com grande comércio bilateral com os estadunidenses e sua proximidade com os Estados Unidos e outras nações menores do Caribe, torna a República Dominicana uma importante parceira na região nos negócios hemisféricos. A embaixada dos Estados Unidos estima que 100.000 cidadãos estadunidenses vivam na República Dominicana; muitos dos quais possuem dupla nacionalidade. Um elemento importante da relação entre os dois países é o fato de que mais de 1 milhão de indivíduos de origem dominicana residam nos Estados Unidos, a maioria deles na área metropolitana da Região Nordeste e alguns na Flórida.
Os Estados Unidos ocuparam a República Dominicana de 1916 a 1924 e intervieram em favor do governo dominicano durante a Guerra Civil Dominicana de 1965.

## Histórico
Os dominicanos constituíram uma das muitas unidades diversificadas que combateram ao lado das forças espanholas sob Bernardo de Gálvez durante a Campanha da Costa do Golfo da Revolução Americana.
Em 1869, o presidente Ulysses S. Grant ordenou que os fuzileiros navais estadunidenses fossem para a ilha pela primeira vez. Piratas operando a partir do Haiti estavam atacando a navegação comercial estadunidense no Caribe e Grant ordenou aos fuzileiros que os detivessem na sua origem. Após os estadunidenses assumirem o controle virtual da ilha, o presidente dominicano se ofereceu para vender o país aos Estados Unidos por $100.000 em dinheiro e $50.000 em créditos de armamento. Embora o presidente Grant tenha apoiado o arranjo, o Senado, sob a liderança do abolicionista Charles Sumner, não conseguiu aprovar a legislação de anexação.
Em 5 de maio de 1916, o presidente Woodrow Wilson ordenou aos fuzileiros navais que regressassem a Santo Domingo depois de vinte e oito revoluções em cinquenta anos. Os estadunidenses permaneceram por oito anos para administrar as finanças do país e preservar a paz, e o Departamento da Marinha dos Estados Unidos praticamente administrou todo o país. As tropas estadunidenses partiram em 1924 após a eleição do general Horacio Vasquez.
Em 1927, Rafael Trujillo tornou-se o chefe da polícia nacional e principal assessor do presidente Horacio Vasquez. No ano seguinte, Trujillo formou a Polícia Secreta Dominicana, à qual ele comandou, e converteu a polícia nacional em uma força paramilitar autônoma sob seu comando direto. Em 1930,  organizou seus partidários e suas forças e concorreu com sucesso ao cargo de presidente em uma típica eleição dominicana, onde o poder e a coerção substituíram a livre escolha e a contagem precisa dos votos.
Trujillo governou a República Dominicana por trinta anos como um ditador implacável e se tornou um dos exemplos mais claros de um caudilho latino-americano que teve um mandato. Durante seu longo regime, o país não tinha legislatura, poder judiciário ou oposição política independentes. Ele usou a polícia secreta extensivamente para eliminar a oposição política e impedir várias tentativas de golpe durante e depois da Segunda Guerra Mundial. A polícia secreta supostamente assassinou mais de 500.000 pessoas durante a era Trujillo, incluindo cerca de 37.000 haitianos.
Durante este longo período de opressão e assassinatos, o governo de Trujillo estendeu sua política de terrorismo de Estado para além das fronteiras nacionais. Exemplos notórios do alcance de Trujillo no exterior são a tentativa fracassada de assassinato em Caracas contra o presidente venezuelano Rómulo Betancourt (1960), o sequestro e posterior desaparecimento na cidade de Nova York do espanhol Jesús Galíndez (1956), o assassinato do escritor espanhol José Almoina no México, e crimes cometidos contra cubanos, costarriquenhos, nicaraguenses, porto-riquenhos, assim como cidadãos dos Estados Unidos.
Em junho de 1960, a Comissão de Direitos Humanos da Organização dos Estados Americanos (OEA) publicou um relatório contundente sobre violações na República Dominicana. Apoiada pelo Departamento de Estado dos Estados Unidos, a comissão acusou Trujillo de violações flagrantes e numerosas dos direitos humanos contra os cidadãos da República Dominicana. Trujillo retaliou contra o principal defensor do relatório, o presidente venezuelano Romulo Betancourt, ativamente apoiando uma tentativa de assassinato. O complô falhou e o envolvimento de Trujillo na conspiração tornou-se público em um relatório do comitê de investigação do Conselho da OEA (assembleia geral da organização). Composta por representantes dos Estados Unidos, Argentina, México, Panamá e Uruguai, a comissão verificou a cumplicidade dominicana e colocou a responsabilidade sobre "altas autoridades" dentro do governo.
Respondendo a um solicitação venezuelana por uma ação coletiva, em 20 de agosto de 1960, o Conselho da OEA aprovou uma resolução invocando sanções diplomáticas e econômicas contra o governo de Trujillo. A resolução foi aprovada de catorze para um (a República Dominicana discordou enquanto o Brasil, Argentina, Guatemala, Haiti, Paraguai e Uruguai se abstiveram), marcando a primeira vez que a organização tomou tais ações contra uma nação membro. Como demonstração de apoio, o presidente Dwight D. Eisenhower suspendeu todas as relações econômicas e diplomáticas com a República Dominicana.
Trujillo foi assassinado em 31 de maio de 1961 por um pequeno grupo de conspiradores liderados por Antonio de la Maza e Antonio Imbert Barrera. A tentativa de golpe que se seguiu fracassou em tomar o poder e todos os conspiradores, exceto Imbert, foram encontrados e executados por Ramfis Trujillo, filho do ditador, que permaneceu no controle de facto do governo pelos seis meses seguintes, através de sua posição como comandante das forças armadas. Os irmãos de Trujillo, Hector Bienvenido e Jose Arismendi Trujillo, retornaram ao país e começaram imediatamente a conspirar contra o presidente Balaguer.
Em 18 de novembro de 1961, quando um golpe planejado se tornou mais evidente, o secretário de Estado dos Estados Unidos, Dean Rusk, advertiu que os Estados Unidos não "permaneceriam inativos" se os Trujillos tentassem "reafirmar a dominação ditatorial" sobre a República Dominicana. Após este aviso, e a chegada de uma força-tarefa naval norte-americana de quatorze navios nas proximidades de Santo Domingo, Ramfis e seus tios fugiram do país em 19 de novembro com $200 milhões do tesouro dominicano.
Em 1963, Juan Bosch e seu Partido Revolucionário Dominicano, moderadamente reformista, assumiram o poder; ele foi o primeiro presidente democrático e progressista eleito de forma direta na história do país. No entanto, Bosch ganhou a inimizade da oligarquia do país e das principais autoridades estadunidenses, e depois de sete meses de agitações, ele foi deposto. Em 1965, uma revolução democrática foi deflagrada para se opor ao retorno do país ao regime oligárquico, mas os Estados Unidos, temendo a instalação de um regime comunista (como aconteceu em Cuba na década anterior), ocuparam novamente o país em 1965-1966 e extinguiram a revolta.